# Rallye Polen
Die Rallye Polen ist eine Motorsport-Veranstaltung, die seit 1921 in Polen stattfindet. Sie war bereits 1973 und 2009 Teil der Rallye-Weltmeisterschaft (WRC) und seit 2014 wird sie regelmäßig als WM-Lauf ausgetragen. Zuvor war sie lange Jahre Teil der Rallye-Europameisterschaft (ERC). Seit 2005 wurde die Rallye auf der masurischen Seenplatte in der Woiwodschaft Ermland-Masuren gefahren.

## Geschichte
Die Rallye Polen ist neben der Rallye Monte Carlo eine der ältesten Veranstaltungen im Rallyesport. Im Jahre 1921 wurden Rennen auf Schotterstraßen ausgetragen. 1926 sowie in den Jahren 1931 – 1936 fand die Rallye aufgrund der Weltwirtschaftskrise nicht statt. 1973 und 2009 gastierte die WRC (Rallye-Weltmeisterschaft) in Polen. 2014 war die Königsklasse zurück in Polen und ersetzte die Rallye Griechenland. Achim Warmbold, mit Copilot Jean Todt, gewann die WRC-Rallye 1973 und Mikko Hirvonen im Jahr 2009.

## Streckenführung und Bedingungen

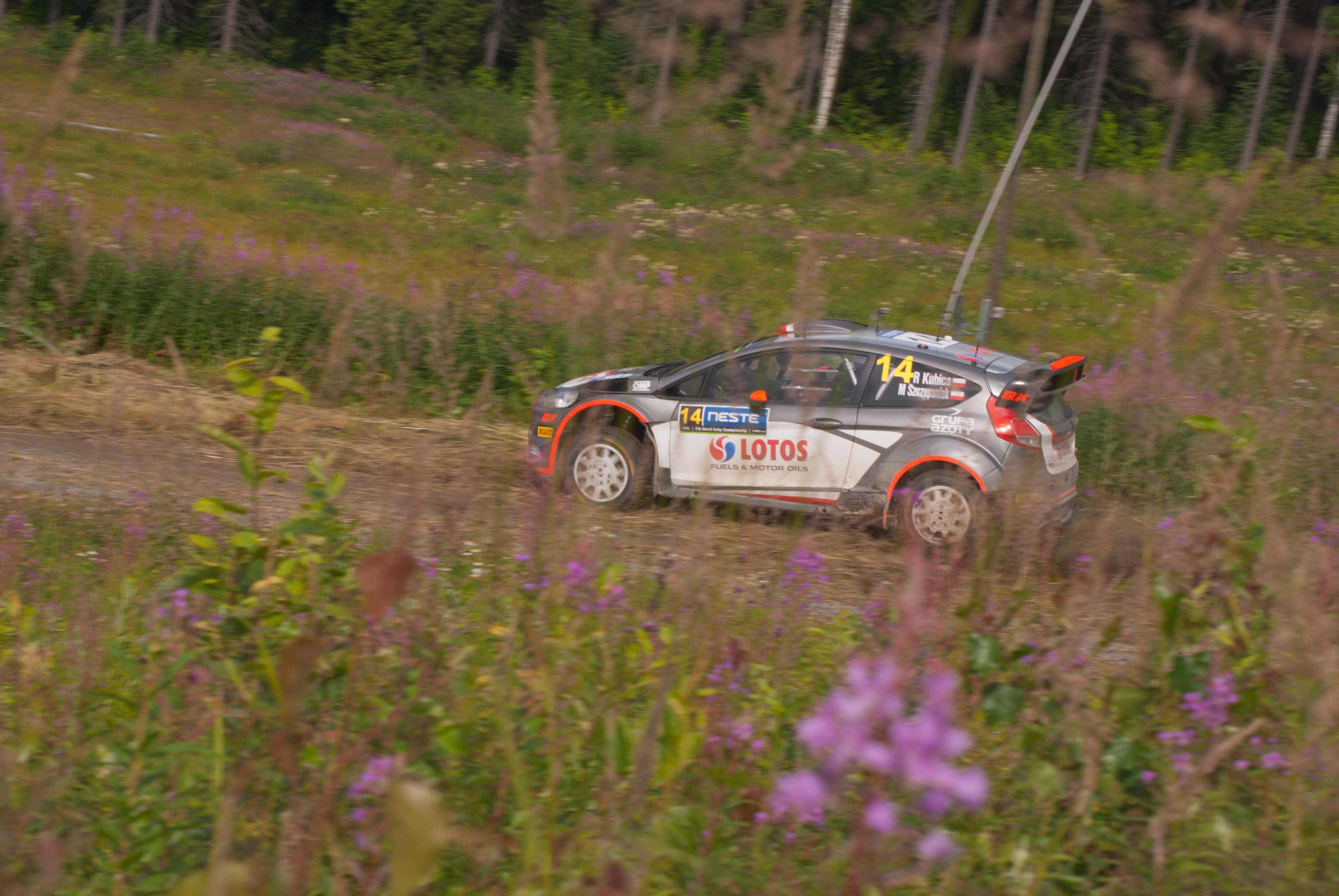
Robert Kubica und Beifahrer Maciej Szczepaniak bei der Heimrallye 2015

Die Rallye Polen wird hauptsächlich auf Schotter-Straßen gefahren. Besonders anspruchsvoll ist die einzige Nacht-Wertungsprüfung über 2,5 Kilometer. 2014 wurden zum ersten Mal auch vier Prüfungen im angrenzenden Litauen gefahren. Die „Super-Special-Stage“ wird unter Flutlicht in der Arena von Mikołajki ausgetragen. Auf gewissen WPs werden harte, auf anderen weiche Reifen benötigt.

### Neue Route ab 2015
Beinahe 90 Prozent der Route wurde geändert für die Rallye Polen 2015 gegenüber dem Vorjahr. Es gab keine Wertungsprüfungen in Litauen wie im Jahr zuvor, der grenzüberschreitende Streckenteil wurde gestrichen. Gefahren wurde rund um Mikołajki, das nördlich von Warschau im Masurian-Seengebiet liegt. Eine besonders zuschauerfreundliche WP in der Arena am Rande des Serviceparks folgte.
Am Freitag standen mehr als 160 WP-Kilometer auf dem Programm, wobei die Piloten den gesamten Tag ohne Service auskommen mussten. Die 39,12 km lange WP Staczyki, die zweimal gefahren wurde, war die längste in der Geschichte der Rallye Polen. Am Samstag lagen die Wertungsprüfungen näher an der Rallye-Base. Es wurden drei Wertungsprüfungen jeweils zweimal und eine WP einmal gefahren. In der Mikolajki Arena wurde dreimal gefahren (Donnerstag, Freitag, Samstag), es war zudem die einzige WP, die im Vergleich zum Vorjahr unverändert blieb. Sonntags folgte, mit zwei Wertungsprüfungen in unmittelbarer Nähe von Mikolajki, der Abschluss der Rallye. Die schnellen Streckenteile erinnern an die Rallye Finnland. Der hohe Graswuchs am Rand der Straßen erschwerte die Sicht beim Anfahren der Kurven. Versteckte Steine im hohen Gras machten das Schneiden der Kurven zu einem zusätzlichen Risiko für Fahrer und Autos. Weiche Reifen waren die erste Wahl, es konnten aber auch harte gewählt werden.
Die Rallye Polen ist eine typische Schotterrallye. Sie wurde erst zum dritten Mal als Weltmeisterschaftslauf ausgetragen nach den Jahren 2009 und 2014.

## Gesamtsieger
| Jahr                                        | Veranstaltung    | Fahrer                 | Beifahrer            | Auto                     | Klasse           |
| ------------------------------------------- | ---------------- | ---------------------- | -------------------- | ------------------------ | ---------------- |
| 1921                                        | 1. Rallye Polen  | Tadeusz Heyne          |                      | Dodge                    |                  |
| 1922                                        | 2. Rallye Polen  | Hans Lorenz            |                      | Steyr                    |                  |
| 1923                                        | 3. Rallye Polen  | Henryk Liefeldt        |                      | Austro-Daimler           |                  |
| 1923                                        | 3. Rallye Polen  | Jan Siroucek           |                      | Praga Grand              |                  |
| 1924                                        | 4. Rallye Polen  | Henryk Liefeld         |                      | Austro-Daimler           |                  |
| 1925                                        | 5. Rallye Polen  | Charles Betague        |                      | Austro-Daimler           |                  |
| 1926 fand keine Rallye Polen statt          |                  |                        |                      |                          |                  |
| 1927                                        | 6. Rallye Polen  | Stanisław Szwarcsztajn |                      | Austro-Daimler           |                  |
| 1928                                        | 7. Rallye Polen  | Cipriano Illiano       |                      | Fiat 509                 |                  |
| 1931 bis 1936 fand keine Rallye Polen statt |                  |                        |                      |                          |                  |
| 1939                                        | 12. Rallye Polen | Tadeusz Marek          |                      | Chevrolet Master Sedan   |                  |
| 1940 bis 1946 fand keine Rallye Polen statt |                  |                        |                      |                          |                  |
| 1960                                        | 20. Rallye Polen | Walter Schock          | Rolf Moll            | Mercedes-Benz 220SE      |                  |
| 1961                                        | 21. Rallye Polen | Eugen Böhringer        | Rauno Aaltonen       | Mercedes-Benz 220SE      |                  |
| 1962                                        | 22. Rallye Polen | Eugen Böhringer        | Peter Lang           | Mercedes-Benz 220SE      |                  |
| 1963                                        | 23. Rallye Polen | Dieter Glemser         | Martin Braungart     | Mercedes-Benz 220SE      |                  |
| 1964                                        | 24. Rallye Polen | Sobiesław Zasada       | Ewa Zasada           | Steyr-Puch 650TR         | ERC              |
| 1965                                        | 25. Rallye Polen | Rauno Aaltonen         | Tony Ambrose         | Mini Cooper              | ERC              |
| 1966                                        | 26. Rallye Polen | Tony Fall              | Atis Krauklis        | Mini Cooper              | ERC              |
| 1967                                        | 27. Rallye Polen | Sobiesław Zasada       | Ewa Zasada           | Porsche 912              | ERC              |
| 1968                                        | 28. Rallye Polen | Krzysztof Komornicki   | Zygmunt Wiśniewski   | Renault R8 Gordini       |                  |
| 1969                                        | 29. Rallye Polen | Sobiesław Zasada       | Ewa Zasada           | Porsche 911 S            | ERC              |
| 1970                                        | 30. Rallye Polen | Jean-Claude Andruet    | Michèle Veron        | Alpine-Renault A110 1600 | ERC              |
| 1971                                        | 31. Rallye Polen | Sobiesław Zasada       | Ewa Zasada           | BMW 2002 tii             | ERC              |
| 1972                                        | 32. Rallye Polen | Raffaele Pinto         | Gino Macaluso        | Fiat 124 Spider Rally    | ERC              |
| 1973                                        | 33. Rallye Polen | Achim Warmbold         | Jean Todt            | Fiat 124 Abarth Rally    | WRC              |
| 1974                                        | 34. Rallye Polen | Klaus Russling         | Wolfgang Weiß        | Porsche 911 Carrera RS   | ERC              |
| 1975                                        | 35. Rallye Polen | Maurizio Verini        | Francesco Rossetti   | Fiat 124 Abarth          | ERC              |
| 1976                                        | 36. Rallye Polen | Andrzej Jaroszewicz    | Ryszard Żyszkowski   | Lancia Stratos           | ERC              |
| 1977                                        | 37. Rallye Polen | Bernard Darniche       | Alain Mahé           | Lancia Stratos           | ERC              |
| 1978                                        | 38. Rallye Polen | Antonio Zanini         | Juan Petisco         | Fiat 131 Abarth          | ERC              |
| 1979                                        | 39. Rallye Polen | Antonio Zanini         | Juan Petisco         | Fiat 131 Abarth          | ERC              |
| 1980                                        | 40. Rallye Polen | Antonio Zanini         | Juan Petisco         | Porsche 911              | ERC              |
| 1981 bis 1983 fand keine Rallye Polen statt |                  |                        |                      |                          |                  |
| 1984                                        | 41. Rallye Polen | Ingvar Carlsson        | Benny Melander       | Mazda RX-7               | ERC              |
| 1985                                        | 42. Rallye Polen | Branislav Kuzmic       | Rudi Šali            | Renault 5 Turbo          | ERC              |
| 1986                                        | 43. Rallye Polen | Branislav Kuzmic       | Rudi Šali            | Renault 5 Turbo          | ERC              |
| 1987                                        | 44. Rallye Polen | Attila Ferjancz        | János Tandari        | Audi Coupé Quattro       | ERC              |
| 1988                                        | 45. Rallye Polen | Marc Soulet            | Philippe Willem      | Ford Sierra RS Cosworth  | ERC              |
| 1989                                        | 46. Rallye Polen | Robert Droogmans       | Ronny Joosten        | Ford Sierra RS Cosworth  | ERC              |
| 1990                                        | 47. Rallye Polen | Robert Droogmans       | Ronny Joosten        | Lancia Delta Integrale   | ERC              |
| 1991                                        | 48. Rallye Polen | Piero Liatti           | Luciano Tedeschini   | Lancia Delta Integrale   | ERC              |
| 1992                                        | 49. Rallye Polen | Erwin Weber            | Manfred Hiemer       | Mitsubishi Galant VR-4   | ERC              |
| 1993                                        | 50. Rallye Polen | Robert Droogmans       | Ronny Joosten        | Ford Escort RS Cosworth  | ERC              |
| 1994                                        | 51. Rallye Polen | Patrick Snijers        | Dany Colebunders     | Ford Escort RS Cosworth  | ERC              |
| 1995                                        | 52. Rallye Polen | Enrico Bertone         | Max Chiapponi        | Toyota Celica 4WD        | ERC              |
| 1996                                        | 53. Rallye Polen | Krzysztof Hołowczyc    | Maciej Wisławski     | Toyota Celica 4WD        | ERC              |
| 1997                                        | 54. Rallye Polen | Patrick Snijers        | Dany Colebunders     | Ford Escort WRC          | ERC              |
| 1998                                        | 55. Rallye Polen | Krzysztof Hołowczyc    | Maciej Wisławski     | Subaru Impreza WRC       | ERC              |
| 1999                                        | 56. Rallye Polen | Robert Gryczyński      | Tadeusz Burkacki     | Toyota Corolla WRC       | ERC              |
| 2000                                        | 57. Rallye Polen | Henrik Lundgaard       | Jens Christian Anker | Toyota Corolla WRC       | ERC              |
| 2001                                        | 58. Rallye Polen | Leszek Kuzaj           | Andrzej Górski       | Toyota Corolla WRC       | ERC              |
| 2002                                        | 59. Rallye Polen | Janusz Kulig           | Jarek Baran          | Ford Focus WRC           | ERC              |
| 2003                                        | 60. Rallye Polen | Miguel Campos          | Carlos Magalhães     | Peugeot 206 WRC          | ERC              |
| 2004                                        | 61. Rallye Polen | Luca Pedersoli         | Daniele Vernuccio    | Peugeot 306 Maxi Kit Car | ERC              |
| 2005                                        | 62. Rallye Polen | Krzysztof Hołowczyc    | Łukasz Kurzeja       | Subaru Impreza N11       | ERC              |
| 2006                                        | 63. Rallye Polen | Leszek Kuzaj           | Maciej Szczepaniak   | Subaru Impreza N12       | ERC              |
| 2007                                        | 64. Rallye Polen | Oscar Svedlund         | Björn Nilsson        | Subaru Impreza N12       | ERC              |
| 2008                                        | 65. Rallye Polen | Michał Bębenek         | Grzegorz Bębenek     | Mitsubishi Lancer Evo IX | ERC              |
| 2009                                        | 66. Rallye Polen | Mikko Hirvonen         | Jarmo Lehtinen       | Ford Focus RS WRC        | WRC              |
| 2010                                        | 67. Rallye Polen | Kajetan Kajetanowicz   | Jaroslaw Baran       | Subaru Impreza STR09     | ERC              |
| 2011                                        | 68. Rallye Polen | Kajetan Kajetanowicz   | Jaroslaw Baran       | Subaru Impreza STi R4    | ERC              |
| 2012                                        | 69. Rallye Polen | Esapekka Lappi         | Janne Ferm           | Škoda Fabia S2000        | ERC              |
| 2013                                        | 70. Rallye Polen | Kajetan Kajetanowicz   | Jarosław Baran       | Ford Fiesta R5           | ERC              |
| 2014                                        | 71. Rallye Polen | Sébastien Ogier        | Julien Ingrassia     | Volkswagen Polo R WRC    | WRC              |
| 2015                                        | 72. Rallye Polen | Sébastien Ogier        | Julien Ingrassia     | Volkswagen Polo R WRC    | WRC              |
| 2016                                        | 73. Rallye Polen | Andreas Mikkelsen      | Anders Jæger         | Volkswagen Polo R WRC    | WRC              |
| 2017                                        | 74. Rallye Polen | Thierry Neuville       | Nicolas Gilsoul      | Hyundai i20 Coupe WRC    | WRC              |
| 2018                                        | 75. Rallye Polen | Alexei Lukjanjuk       | Alexey Arnautov      | Citroën C3 R5            | ERC              |
| 2019                                        | 76. Rallye Polen | Nikolai Grjasin        | Jarosław Fiedorow    | Škoda Fabia R5           | ERC              |
| 2020                                        | keine Austragung | keine Austragung       | keine Austragung     | keine Austragung         | keine Austragung |
| 2021                                        | 77. Rallye Polen | Alexei Lukjanjuk       | Alexey Arnautov      | Škoda Fabia Rally2       | ERC              |
| 2022                                        | 78. Rallye Polen | Mikołaj Marczyk        | Szymon Gospodarczyk  | Škoda Fabia Rally2 evo   | ERC              |
| 2023                                        | 79. Rallye Polen | Mārtiņš Sesks          | Renārs Francis       | Škoda Fabia Rally2       | ERC              |
| 2024                                        | 80. Rallye Polen | Kalle Rovanperä        | Jonne Halttunen      | Toyota GR Yaris Rally1   | WRC              |